# Ноябрь 2021 года

Список событий ноября 2021 года.

## События
- 1 ноября
  - Власти Эфиопии сообщили о том, что в городе Комбольча сторонниками движения НФОТ было казнено более ста человек[1].
  - Составители Оксфордского словаря английского языка выбрали слово 2021 года — vax («вакцина», «вакцинировать»). За последний год его стали употреблять в 70 раз чаще[2].
  - Премьер-министр Северной Македонии Зоран Заев подал в отставку из-за проигрыша правящей партии на местных выборах, основным фактором стал проигрыш правящей партии в столице Скопье, где нынешний мэр Петре Шилегов проиграл независимому кандидату Данеле Арсовской, которую поддерживала оппозиционная партия ВМРО-ДПМНЕ[3].

- 2 ноября
  - Клуб «Атланта Брэйвз» впервые с 1995 года выиграл Мировую серию Главной лиги бейсбола, победив «Хьюстон Астрос»[4].
  - В Казани начался чемпионат Европы по плаванию на короткой воде[5].
  - В Кабуле в результате теракта около военного госпиталя имени Мохаммада Дауд Хана погибли 23 человека и ещё более 50 человек ранены[6].

- 3 ноября
  - В Иркутской области близ села Пивовариха, в 7 км от аэропорта Иркутска при заходе на посадку не смог приземлиться с первого раза, пошёл на второй круг, потерял высоту и потерпел крушение самолёт белорусской авиакомпании «Гродно» Ан-12БК. В результате удара о землю самолёт загорелся и 7 человек погибли при пожаре[7].
  - Жюри Букеровской премии-2021 присудила премию южноафриканскому писателю Дэймону Гэлгуту за роман «Обещание»[8].
- 4 ноября
  - В Колумбии в результате нападения на военных погибли четыре человека[9].
  - Ученые из Института физиологии растений имени К. А. Тимирязева РАН с коллегами описали новый штамм водоросли Coelastrella multistriata, которую обнаружили в почве на территории Гуровского карьера в Тульской области. Новый штамм водоросли способен синтезировать омега-3 и омега-6 жирные кислоты. Эти жирные кислоты очень полезны: на их основе в организме синтезируются многие биологически активные вещества и гормоны[10].
  - Президент России Владимир Путин и президент Белоруссии Александр Лукашенко подписали 28 отраслевых программ по дальнейшей интеграции России и Белоруссии в рамках Союзного государства[11].

- 5 ноября
  - Группа ABBA выпустила первый за 40 лет студийный альбом[12].
  - На юге Новосибирской области сейсмологи в ночь на пятницу 5 ноября впервые зафиксировали землетрясение; в эпицентре его мощность достигла 6,2 балла[13].
  - В столице Сьерра-Леоне Фритауне произошёл взрыв бензовоза; погибли 144 человека[14].
  - Мировой индекс продовольственных цен достиг максимума за 10 лет, повысившись на 30 % за год[15].
  - Американская компания Pfizer завершила вторую фазу клинических исследований Paxlovid, нового препарата против коронавируса, анализ показал снижение риска госпитализации или смерти пациентов от COVID-19 на 89 %[16].
- 6 ноября
  - В Праге женская сборная России по теннису выиграла Кубок Билли Джин Кинг[17].
  - В Белграде завершился чемпионат мира по боксу 2021. 13 золотых наград завоевали представители 8 стран[18].
  - В результате давки на музыкальном фестивале Astroworld Festival[англ.] в Хьюстоне погибли 10 человек, более 300 пострадали[19].

- 7 ноября
  - Премьер-министр Ирака Мустафа аль-Казыми находится в больнице после атаки на его резиденцию при помощи БПЛА; МВД Ирака признало эту атаку терактом[20].
  - Финал теннисного турнира серии ATP Masters 1000 в Париже: первая ракетка мира Новак Джокович обыграл вторую ракетку мира Даниила Медведева со счётом 4-6 6-3 6-3. По ходу турнира Джокович обеспечил себе первое место в рейтинге по итогам сезона рекордный седьмой раз в карьере[21].
  - На шахте «Абайская» в Карагандинской области Казахстана из-за залпового выброса метана погибли 6 человек, ещё 2 человека пострадали; из шахты было эвакуировано 56 человек[22].
  - В Новой Зеландии вступил в силу закон[англ.] об эвтаназии[23].
  - В Никарагуа прошли всеобщие выборы, большинство голосов получил «Сандинистский фронт национального освобождения» во главе с действующим президентом Даниэлем Ортегой. США ещё до голосования заявлявшие о нелегитимности предстоящих выборов из-за непроведения в Никарагуа избирательной реформы ввело санкции против правительства Никарагуа[24].
  - Победителями Нью-Йоркского марафона стали среди женщин Перес Джепчирчир, среди мужчин — Альберт Корир[25].

- 8 ноября
  - На границе Польши и Белоруссии обострение миграционного кризиса. Около 4 тысяч беженцев пытались прорваться в Польшу[26].
  - Пилот команды Hendrick Motorsports Кайл Ларсон стал чемпионом NASCAR сезона 2021 года[27].
- 9 ноября
  - В Санкт-Петербурге загорелся крупный строящийся склад, ранг пожара был повышен до четвёртого[28].
  - В Японском море у берегов Находки сел на мель и треснул пополам панамский контейнеровоз Rise Shine; на борту которого находились 14 человек[29].

- 10 ноября
  - В мексиканском Сапопане начался итоговый турнир WTA[англ.][30].
  - Чемпионат мира по боксу среди женщин 2021, который должен был пройти в декабре 2021 года в Стамбуле, перенесён на март 2022 года из-за сложной эпидемиологической ситуации[31].
  - В Санкт-Петербурге власти приняли решение о введении обязательной вакцинации от коронавируса для лиц старше 60 лет и тех, кто имеет хронические заболевания; Петербург стал первым в России регионом, пошедшим на такие меры[32]. Однако ответственность за отказ от вакцинации администрацией города не установлена и вакцинация остаётся на усмотрение каждого пациента.[33]
  - Немецкий протестантский богослов и пастор Аннет Куршус стала новым председателем Совета протестантской церкви в Германии[34].
  - Премьер-министр Швеции Стефан Лёвен подал прошение об отставке[35].

- 11 ноября
  - На пленуме ЦК Коммунистической партии Китая председателю партии Си Цзиньпину был присвоен титул «кормчего», который до него носил только Мао Цзэдун[36].
  - В Порт-о-Пренсе (Гаити) был захвачен автобус, в котором оказались в заложниках не менее 50 человек[37].
  - В мире отмечается 200-летие со дня рождения русского писателя Фёдора Достоевского[38]
  - Президент Чехии Милош Земан принял отставку правительства премьера Андрея Бабиша[39].
  - Компания SpaceX отправила на Международную космическую станцию на корабле Crew Dragon трёх астронавтов NASA и одного представителя Европейского космического агентства[40].

- 12 ноября
  - Космический корабль Dragon 2 успешно доставил 4 астронавтов на борт МКС[41].
  - В афганской провинции Нангархар произошёл взрыв в мечети во время пятничной молитвы, погибли и пострадали десятки человек[42].
  - На VIII саммите Совета сотрудничества тюркоязычных государств в Стамбуле было объявлено решение о переименовании Тюркского совета в Организацию тюркских государств[43].
  - У берегов Румынии прошли маневры ВМС США, Румынии и Турции к которым также подключались украинские суда (средний десантный корабль «Юрий Олефиренко» и небольшой патрульный катер «Славянск»)[44].
  - Правительство Российской Федерации внесло в Государственную думу законопроекты о QR-кодах. Правительство охарактеризовало эти законопроекты как экстренную меру «на фоне сложной ситуации», вызванной распространением COVID-19 в России[45].
- 13 ноября
  - Заключенные тюрьмы города Гуаякиль (Эквадор) устроили массовые беспорядки из-за которых 58 человек погибли и ещё 25 получили тяжёлые ранения[46].

- 14 ноября
  - 15-летний Энес Сали из сборной Румынии стал самым молодым футболистом, сыгравшим в официальном матче за европейскую сборную[47].
  - В Турине начался итоговый турнир ATP[англ.][48].
  - Международная группа физиков из Германии и Швейцарии экспериментально обнаружила и подтвердила существование неизвестного ранее состояния вещества, сопутствующего эффекту сверхпроводимости.[49].
  - Университеты штатов Айова и Пенсильвания уведомили о выявлении сотен случаев заражения коронавирусом среди белохвостых оленей[50]. 4/5 (80 %) из отобранных для анализов особей оленей были заражены.
  - В России разработали беспилотник со сбрасываемыми крыльями с повышенной маневренностью[51].
  - В Болгарии прошли внеочередные парламентские выборы. Большинство голосов получила партия «Продолжаем перемены», образованная в сентябре 2021 года[52].

- 15 ноября
  - На границе Белоруссии и Польши польскими полицейскими были задержаны журналисты французского подразделения RT. Задержанные журналисты были оштрафованы и вызваны на допрос[53].
  - МВД России объявило в розыск издателя «Медиазоны» Петра Верзилова[54].
  - В Минобороны России заявили об успешном поражении противоспутниковым оружием А-235 недействующего космического аппарата Космос-1408 (системы «Целина-Д)»[55].
  - Австрия ввела обязательный локдаун для невакцинированных от коронавируса на фоне рекордного роста заболеваемости COVID-19, невакцинировавшимся жителям страны был наложен запрет покидать дома без веской причины[56].

- 16 ноября
  - В Канаде в результате ливней и оползня в провинции Британская Колумбия на горной дороге оказались заблокированы 275 человек[57].
- 17 ноября
  - Гарбинье Мугуруса стала первой в истории испанкой, выигравшей Итоговый турнир WTA[58].
  - По результатам региональных выборов 2021 года[англ.] кандидат от Социал-демократов Софи Андерсен Хесторп избрана мэром Копенгагена[59].
  - В Нижнем Тагиле из кабинета в городской поликлинике было украдено 320 доз вакцины «Спутник V»; мотивы предполагаемых преступников пока неизвестны[60].
  - В России сразу 2 новые вакцины от коронавируса проходят доклинические испытания[61].
  - Один из самых известных сторонников распространенного в США конспирологического движения QAnon Джейкоб Чансли приговорен к 41 месяцу тюремного заключения за участие в захвате Капитолия США 6 января 2021 года[62].
  - Состоялись очередные телефонные переговоры канцлера Германии Ангелы Меркель и Александра Лукашенко из-за миграционного кризиса у границ Евросоюза[63].

- 18 ноября
  - На греческом полуострове Пелопоннес потерпел крушение самолёт F-16, принадлежащий ВВС Греции; пилот катапультировался[64].
  - Министерство просвещения Российской Федерации подготовило проект постановления правительства, которое обновит свод правил русской орфографии и пунктуации, зафиксированные в правилах 1956 года[65].
  - Певица Марина Хлебникова оказалась в реанимации с ожогами после пожара в её собственной квартире[66].

- 19 ноября
  - Состоялось частное лунное затмение магнитудой 0,97, самое долгое частное лунное затмение за 500 лет[67].
  - Министр иностранных дел Никарагуа Денис Монкада объявил о выходе из Организации американских государств (ОАГ) из-за вмешательства во внутренние дела страны[68].
  - Коллегия присяжных в США оправдала 18-летнего Кайла Риттенхауса, застрелившего двух человек во время протестов за права афроамериканцев в городе Кеноша, штат Висконсин[69].
  - Мэром Нарвы избрали Катри Райк[70].
  - Суд в Нью-Йорке отменил обвинительные приговоры 83-летнему Мухаммаду Азизу и покойному Халилу Исламу — двум из трёх осуждённых по делу об убийстве проповедника и борца за права чернокожих Малкольма Икса[71].
  - На Московской бирже произошла приостановка торгами облигациями корпорации «Роснано» из-за долговых проблем компании[72].

- 20 ноября
  - В Нижнем Тагиле на трамплине «Аист» начался Кубок мира по прыжкам с трамплина 2021/2022[73]
  - С космодрома Кадьяк у берегов Аляски частная космическая компания Astra Space впервые осуществила успешный пуск ракеты-носителя Rocket-3 (серийный № LV0007), которая доставила на околоземную орбиту тестовую полезную нагрузку для космических сил США, но она не будет отделена от корабля[74].
  - Несколько тысяч человек вышли на акции протеста против правительственной политики в сфере борьбы с COVID-19 в австралийских городах Мельбурн, Сидней, Брисбен, Перт и Аделаида[75].
- 21 ноября
  - Француз Себастьен Ожье восьмой раз в карьере выиграл чемпионат мира по ралли. «Тойота» стала лучшей в Кубке конструкторов[76].
  - Немецкий теннисист Александр Зверев второй раз в карьере выиграл Итоговый турнир ATP, победив в финале Даниила Медведева (6-4 6-4)[77].
  - В Мьянме 15 человек погибли в результате того, что их унесло волной в море; ещё несколько человек числятся пропавшими без вести[78].
  - Депутат Европейского парламента Анна Донат избрана президентом оппозиционного венгерского Движения Моментум[79].
  - В Брюсселе прошла одна из самых многочисленных акций против антивирусных мер — полиция оценила численность протестующих в 35 тыс. человек. Аналогичные акции прошли и в других городах Европейского Союза: Гааге, Ротердаме, Загребе, Вене[80].
  - Из-за продолжающегося извержения вулкана Фукутоку-Оканоба[англ.] остовы более двух десятков кораблей, потопленных во время Второй мировой войны, поднялись со дна Тихого океана в западной части острова Иводзима[81].
  - Китайская теннисистка Пэн Шуай, впервые появилась на публике, после исчезновения последовавшего после обвинений в сексуальном насилии со стороны бывшего вице-премьера Государственного совета Китая Чжана Гаоли[82].

- 22 ноября
  - Татарстан стал первым регионом России, где в общественном транспорте нужен QR-код о вакцинации[83].
  - В Болгарии из-за пожара в доме престарелых погибли девять человек[84].
  - В Болгарии в результате аварии с туристическим автобусом из Северной Македонии, возвращавшимся из Турции в Скопье, на автомагистрали «Струма» возле села Боснек в Перникской области в пожаре погибли 45 человек из 52[85].
  - Австралия, Великобритания и США подписали первое соглашение в рамках тройственного альянса AUKUS, предусматривающее обмен информацией о военно-морских ядерных силовых установках[86].

- 23 ноября
  - В Хьюстоне начался чемпионат мира по настольному теннису[87].
  - В Белграде на фабрике ракетного топлива прогремела серия взрывов: 2 человека погибли и 15 человек ранены[88].
  - Президент России Владимир Путин внес на ратификацию в Государственную думу соглашение о создании объединённой региональной системы противовоздушной обороны между Россией и Таджикистаном[89].

- 24 ноября
  - В США с космодрома Вандерберг (Калифорния) состоялся успешный пуск ракеты-носителя Falcon-9 компании SpaceX в рамках первого в истории проекта по изменению траектории астероидов DART, в ходе которого беспилотный космический аппарат управляемо столкнётся со спутником астероида Дидим Диморфом[90].
  - Риксдаг избрал премьер-министром Швеции министра финансов и лидера Социал-демократической рабочей партии Швеции Магдалену Андерссон. Она стала первой женщиной на этой должности в правительстве[91]. Спустя несколько часов Партия зелёных вышла из коалиционного правительства, что автоматически означает отставку премьера[92].
  - Роскосмос запустил модуль «Причал» к Международной космической станции. Этот модуль станет последним в российском сегменте МКС[93].
- 25 ноября
  - На Кузбассе в шахте «Листвяжная» (АО «Холдинговая компания „Сибирский деловой союз“»), где находились почти 300 человек, произошло возгорание угольной пыли. Погиб 51 человек, более 100 пострадали[94][95]. В Кемеровской области объявлен трёхдневный траур по погибшим[96].
  - В столице Сомали Могадишо произошёл взрыв, жертвами которого стали по меньшей мере 5 человек, ещё 23 человека ранены; взрыв произошёл около здания школы, среди пострадавших — школьники и учителя[97].
  - Спикер риксдага Андреас Норлен после встречи с лидерами восьми шведских партий заявил, что повторно выдвинет Магдалену Андерссон на пост премьер-министра в понедельник, 29 ноября[98].
  - Социал-демократическая партия Германии, «Зелёные» и Свободная демократическая партия договорились о создании новой правительственной коалиции[99].
  - В Румынии было утверждено коалиционное правительство, в должность вступил премьер-министр республики Николае Чукэ, тем самым в стране закончился многомесячный политический кризис[англ.][100].

- 26 ноября
  - Власти Чехии объявили о введении режима ЧС сроком на месяц из-за COVID-19[101].
  - В Дубае начался матч за звание чемпиона мира по шахматам между россиянином Яном Непомнящим и норвежцем Магнусом Карлсеном[102].
- 28 ноября
  - 58-летняя Ни Сялянь из Люксембурга стала призёром чемпионата мира по настольному теннису спустя 38 лет после первой награды на этом турнире[103].
  - Президент Чехии Милош Земан назначил лидера коалиции «Вместе» Петра Фиалу новым премьер-министром[104].
  - Сформировано новое коалиционное правительство Катрин Якобсдоттир. Сохранил свой пост только министр финансов Исландии Бьярни Бенедиктссон[105].
  - В ДРК на территории лагеря для перемещённых лиц в результате нападения боевиков группировки CODECO были убиты 22 человека[106].
  - В Калифорнии скончался глава Дома Романовых Андрей Андреевич Романов. Новым главой Дома Романовых стал его старший сын Алексей.

- 29 ноября
  - Зимняя Универсиада 2021 отменена из-за нового штамма коронавируса[107]
  - В Ивано-Франковской области Украины произошёл взрыв на Бурштынской ТЭС, в результате инцидента пострадали 5 человек[108].
  - Магдалена Андерссон избрана на пост премьер-министра Швеции[109].
  - Узбекистан и Панама установили дипломатические отношения[110].
- 30 ноября
  - Барбадос из конституционной монархии превращён в республику; королева Елизавета II перестала быть его главой[111].
  - В результате урагана, обрушившегося на Турцию, погибли 6 человек; из-за непогоды был перекрыт Босфорский пролив[112].
  - На Москву обрушился циклон «Бенедикт», который принёс в российскую столицу рекордно тёплую для 30 ноября температуру и рекордно низкое давление; количество осадков, выпавших из-за циклона, стало самым большим за 69 лет[113].
  - В результате крушения военного вертолёта Ми-17 на полигоне «Гараэйбат» в Хызинском районе Азербайджана погибли 14 человек, 2 получили ранения[114].
  - В школе города Оксфорд (Мичиган, США) 15-летний подросток открыл стрельбу из полуавтоматического пистолета; в результате нападения убито 4 человека, ранено 7[115].